# 風力EHD発電
風力EHD発電 （A vaneless ion wind generator or power fence ）とは、風を利用して電界を横切って荷電粒子を移動させることにより発電する風力発電機である。
風力EHD発電機は実用化されていないが、プロトタイプ開発と概念実証が既に行われている。オランダにはいくつかのプロトタイプが存在し、そのうちの1つはデルフト工科大学にあり、その研究者は基礎となる技術の一部を開発した。
現在風力EHD発電は実験にとどまり、従来の風力タービンが最も一般的である。しかし、可動部がない風力EHD発電は、振動騒音、動く影、鳥にもたらされる危険のために風力タービンが非実用的である都市環境で使用できる。

## 風力タービンとの比較
イオン風力発電機と風力タービンは、同じ利点と短所を共有している。どちらも気象条件に左右される。これは、より一貫した風速のあるエリアにデバイスを戦略的に配置することで、ある程度緩和できる。

### 利点
- 小型:風力EHD発電機は、通常、風力タービンよりもはるかに小さい。多くの風力タービンモデルは高さ400フィート（122 m）を超えている。[6]それらのサイズと複雑さは、メンテナンスコストの高いコストにつながる。これは、運用コストと組み合わせると、キロワット時あたりの総コストの4分の1を占める可能性がある。[7]
- 無音:風力タービンは、騒音も生じる。[8]風力タービンブレード[8]と内部機械的作業[9]の空力特性は騒音を生成するが、両方の特徴はイオン風発生器には存在しない。この特性により、研究者は都市環境でのイオン風力発電機使用を検討するようになった。
- 鳥の衝突リスク防止: 高速で可動するタービンブレードと異なり衝突リスクが抑えられる。[10]
- 強風時の動作:旧来の風力タービンは「カットアウト」速度を超えると損傷を防ぐため、シャットダウンする。[11]一方風力EHD発電機は理論的に動作し続けることができる。[12]

### 欠点
風力EHD発電機は従来の風力タービンほど効率的ではない。
2005年に実施されたテスト中、EWICONは風力タービンの出力と一致することができなかったった。研究者は、「風力エネルギーの7％を電気エネルギーに変換するのに対し、従来の風力タービンシステムは定格速度で45％の効率を持っている。エレクトロスプレー、およびより密度の高いノズルの設計の改良により、25〜30％に向上させられるかも知れない。」実験では、この技術が効率で風力タービンに匹敵するのに十分な可能性を示せていない。テストと実験のためにいくつかのプロトタイプが構築されているが、研究者は出力が大きい大きなデバイスを構築したいと考えている。現在の開発レベルは効率の風力タービンを上回らないが、この技術は、風力タービンが非現実的である都市環境でのエネルギーミックスに寄与する可能性がある。